# SS Ideal X
O SS Ideal X, um petroleiro T-2 convertido da Segunda Guerra Mundial, foi o primeiro navio porta-contêineres comercialmente bem-sucedido.
Construída pela The Marinship Corporation durante a Segunda Guerra Mundial como Potrero Hills, ela foi mais tarde comprada pela Pan-Atlantic Steamship Company de Malcom McLean. Em 1955, o navio foi modificado para transportar contêineres e rebatizado de Ideal X. Durante sua primeira viagem em sua nova configuração, em 26 de abril de 1956, o Ideal X transportou 58 contêineres de Port Newark, Nova Jersey, para o Porto de Houston, Texas, onde 58 caminhões estavam esperando para serem carregados com os contêineres. Não foi o primeiro navio porta-contêineres construído propositadamente: o Clifford J. Rodgers, operado pela White Pass e Yukon Route, fez sua estreia em 1955.
Em 1959, a embarcação foi adquirida por proprietários búlgaros, que a rebatizaram de Elemir. O Elemir sofreu danos extensos durante o mau tempo em 8 de fevereiro de 1964, e foi vendido por sua vez para quebra-molas japoneses. Ela foi finalmente descartada em 20 de outubro de 1964, em Hirao, Japão.

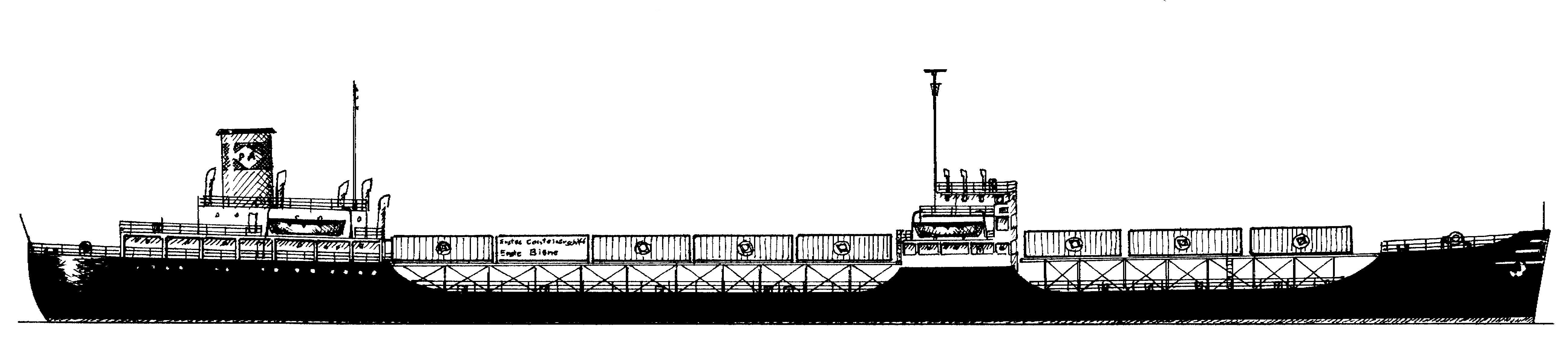
Plano do SS Ideal X